# Герчук, Яков Павлович
Яков Павлович Герчук (10 августа 1901, Овруч Волынской губернии — 20 февраля 1969, Москва) — советский экономист, статистик. Кандидат экономических наук, доцент. Автор научных работ по проблемам конъюнктурных наблюдений, статистики промышленности, оптимального планирования, применения экономико-математических методов, графических методов в статистике.

## Биография
Родился в семье врачей Павла (Пинхуса Янкелевича) и Берты Герчук.
В 1922 г. окончил Саратовский институт народного хозяйства и переехал в Москву, где начал работу в Конъюнктурном институте Наркомфина СССР в должности консультанта и заведующего секцией конъюнктуры промышленности под руководством Н. Д. Кондратьева. Герчуку принадлежала заслуга в построении в Конъюнктурном институте индекса физического объёма промышленного производства.
В 1929 г. заканчивает аспирантуру Института экономики РАНИОН по профилю «экономика промышленности».
В 1931 г. арестован вместе с руководством и с другими сотрудниками Института конъюнктуры, приговорён к 3 годам лагерей. После освобождения работает в плановых отделах Челябинского завода тракторостроения (1933—1936), треста «Оргаметалл» (1936—1942), Алтайского тракторного завода (1942—1945). В 1945 г. возвращается в Москву для защиты диссертации, но в 1949 выслан повторно и вновь работает на Алтайском тракторном заводе вплоть до отмены высылки в 1953 г.
В Москве работает в Институте стали как доцент кафедры организации производства.
Реабилитирован в 1965 «за отсутствием состава преступления».
Скончался в Москве 20 февраля 1969 г.

## Семья
Сын — Юрий Яковлевич Герчук, искусствовед, художественный критик.
Внучка — Елена Юрьевна Герчук, художник, журналист.

## Труды
- Индекс объёма промышленного производства в СССР // Вопросы конъюнктуры, 1926, № 1. С. 79-106.
- Сезонные колебания в промышленности. М.-Л., Госиздат, 1930
- Графические методы в планировании и учёте производства. М.: Оргаметалл, 1935.
- Система общезаводского (межцехового) планирования. Учебное пособие (институт Оргтяжмаш). М.: Машгиз, 1948.
- Оперативное планирование в кузнечных цехах. М.: Машгиз, 1950.
- Линейное программирование в операционных исследованиях. М., ВИНИТИ, 1959.
- Проблемы оптимального планирования (линейное программирование). М.: Экономиздат, 1961.
- Применение математических методов в организации производства и управления. М., 1964.
- Границы применения линейного программирования. М.: Экономика, 1965.
- Оперативно-производственное планирование в литейных цехах. М.: Машиностроение, 1967.
- Графические методы в статистике. М.: Статистика, 1968.
- http://statearchive.ru/383 (Фонд А574)